# العلاقات العمانية القطرية
العلاقات العمانية القطرية هي العلاقات الثنائية التي تجمع بين سلطنة عمان وقطر.

## مقارنة بين البلدين
هذه مقارنة عامة ومرجعية للدولتين:
| وجه المقارنة                                              | سلطنة عمان    | قطر           |
| --------------------------------------------------------- | ------------- | ------------- |
| المساحة (كم2)                                             | 309.50 ألف    | 11.44 ألف     |
| عدد السكان (نسمة)                                         | 4.64 مليون    | 2.64 مليون    |
| الكثافة السكانية (ن./كم²)                                 | 14.99         | 230.77        |
| العاصمة                                                   | مسقط          | الدوحة        |
| اللغة الرسمية                                             | اللغة العربية | اللغة العربية |
| العملة                                                    | ريال عماني    | ريال قطري     |
| الناتج المحلي الإجمالي (بليون دولار)                      | 72.64 مليار   | 167.61 مليار  |
| الناتج المحلي الإجمالي (تعادل القوة الشرائية) بليون دولار | 179.49 مليار  | 316.40 مليار  |
| الناتج المحلي الإجمالي الاسمي للفرد دولار أمريكي          | 15.55 ألف     | 73.65 ألف     |
| الناتج المحلي الإجمالي للفرد دولار أمريكي                 | 38.63 ألف     | 141.54 ألف    |
| مؤشر التنمية البشرية                                      | 0.793         | 0.850         |
| رمز المكالمات الدولي                                      | +968          | +974          |
| رمز الإنترنت                                              | عمان          | .qa           |
| المنطقة الزمنية                                           | ت ع م+04:00   | ت ع م+03:00   |

## منظمات دولية مشتركة
يشترك البلدان في عضوية مجموعة من المنظمات الدولية، منها:
| علم المنظمة | اسم المنظمة                                 | تاريخ انضمام سلطنة عمان | تاريخ انضمام قطر |
| ----------- | ------------------------------------------- | ----------------------- | ---------------- |
|             | وكالة ضمان الاستثمار متعدد الأطراف          | 1989                    | 22 أكتوبر 1996   |
|             | الأمم المتحدة                               | 7 أكتوبر 1971           | 21 سبتمبر 1971   |
|             | جامعة الدول العربية                         | 1971                    | 11 سبتمبر 1971   |
|             | صندوق النقد العربي                          | ?                       | ?                |
|             | منظمة التعاون الإسلامي                      | 1970                    | ?                |
|             | منظمة حظر الأسلحة الكيميائية                | ?                       | ?                |
|             | منظمة التجارة العالمية                      | 2000                    | ?                |
|             | منظمة الشرطة الجنائية الدولية               | ?                       | ?                |
|             | الصندوق العربي للإنماء الاقتصادي والاجتماعي | ?                       | ?                |
|             | يونسكو                                      | 10 فبراير 1972          | 27 يناير 1972    |
|             | الاتحاد البريدي العالمي                     | ?                       | ?                |
|             | البنك الدولي للإنشاء والتعمير               | 1971                    | 25 سبتمبر 1972   |
|             | المنظمة الهيدروغرافية الدولية               | ?                       | ?                |
|             | المصرف العربي للتنمية الاقتصادية في أفريقيا | ?                       | ?                |
|             | الاتحاد الدولي للاتصالات                    | 28 أبريل 1972           | 27 مارس 1973     |
|             | مؤسسة التمويل الدولية                       | 1973                    | 11 أكتوبر 2008   |
|             | المركز الدولي لتسوية المنازعات الاستشارية   | 1995                    | 20 يناير 2011    |

## وصلات خارجية
- موقع وزارة الخارجية العمانية
- موقع وزارة الخارجية القطرية